# Cristoforo Roncalli

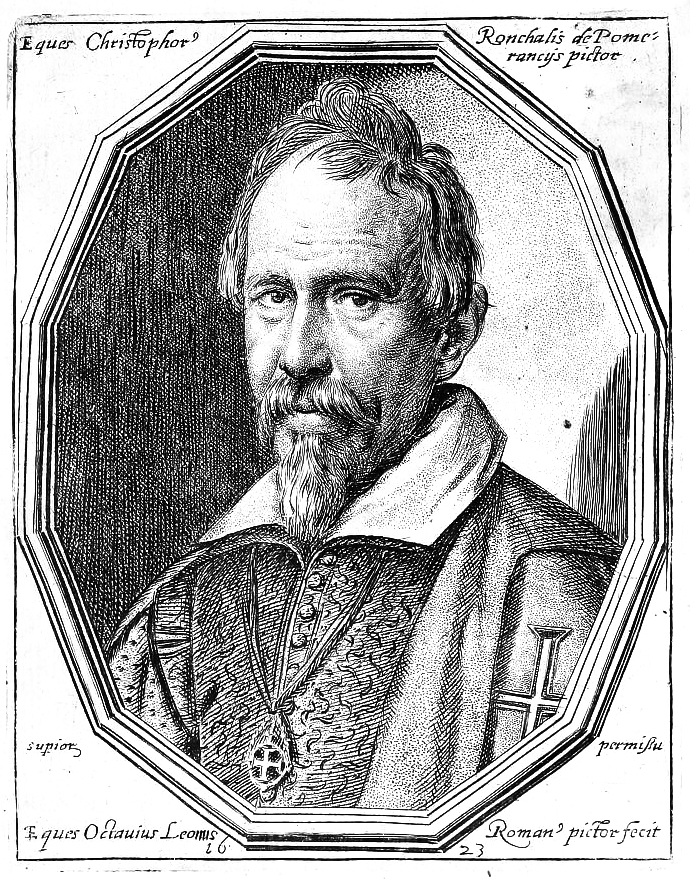
Gravura de Cristoforo Roncalli.

Cristoforo Roncalli (c. 1552–1626 (74 anos)) foi um pintor maneirista italiano e um dos três conhecidos como Il Pomarancio, por ter nascido em Pomarance, uma cidade perto de Volterra. Foi treinado na Toscana e, por volta de 1578, mudou-se para Roma, onde trabalhou para Niccolò Circignani (também chamado de  il Pomarancio).
A maior parte de seus afrescos estão Roma, apesar de ele ter trabalho por uma década em Loreto, entre 1605 e 1615. Em Roma, trabalhou nas cúpulas de Santa Maria di Loreto e de San Silvestro in Capite. Além disso, ele ajudou a decorar para o Oratório de São Filipe Néri a igreja Santa Maria in Vallicella. Trabalhou ainda para o Oratório do Santíssimo Crucifixo um "Batismo de Constantino" e "São Simão" no transepto de São João de Latrão, além de projetar os mosaicos da Capela Clementina da Basílica de São Pedro. Alguns de seus pupilos de Siena foram Alessandro Casolano e o filho dele, Ilario Casolano.
Roncalli foi nomeado Cavaleiro de Cristo em 1607 e morreu em Roma em 1626.

## Obras
- "Madona com o Menino e os Santos Antônio e Ágata" (1576), Museu do Duomo de Siena
- Afrescos do Palazzo Agostini (1576), Siena
- "Vida de São Francisco de Paula" (ca. 1579-84), Trinità dei Monti, Roma
- "Metamorfoses", Palazzo Bindi, Siena
- "Ciclo degli avvenimenti della confraternita del Crocefisso" (1583-1584), San Marcello al Corso, Roma
- "Paixão de Cristo", (1585_1590), Santa Maria in Aracoeli, Roma
- "Vida de São Paulo" (1585-1590), Santa Maria in Aracoeli, Roma
- "Vida de São Filipe Néri" (1596-1599), Santa Maria in Vallicella, Roma
- "Santa Domitila com Santos Nereu e Aquileu" (1599), Santi Nereo e Achilleo, Roma
- "Batismo de Constantino, o Grande" (1600), San Giovanni in Laterano, Roma
- "Eterno Benedicente", Capela do Santíssimo, San Giovanni in Laterano, Roma
- "São Simão" (1599), San Giovanni in Laterano, Roma
- "Madona com o Menino abençoando", Galleria Nazionale delle Marche, Urbino
- "Madona com o Menino, Santo Agostinho, Santa Maria Madalena e Anjos", Pinacoteca di Brera, Milão
- "Apresentação de Jesus no Templo", Recanati, Igreja de São Vital
- "Santas Clara e Margarida de Cortona", atribuída, Igreja dos Capuchinhos em Recanati
- Afrescos da Basilica della Santa Casa, Loreto
- "Vida da Virgem" (1606-1610), Sala do Tesouro da Basilica della Santa Casa, Loreto
- Teto do Palazzo Gallo, Osimo
- "São José liberta almas do Purgatório", atribuída, na Galeria Comunal de Potenza Picena
- "Crucificação, na Galeria Comunal de Potenza Picena
- "Nossa Senhora da Misericórdia", Chiesa della Misericordia, San Severino Marche
- "Nossa Senhora do Carmo", atribuída, na Galeria Comunal de Corridonia
- "Madona entronizada com o Menino e Santos" (1595) na Galeria comunal de Mapello
- "Santos de Núrsia" (início do séc. XVII), Concattedrale di Santa Maria Argentea, em Nórcia[1]
- "Retrato do cardeal Antonio Maria Gallo", em coleção particular

## Galeria

Principais obras
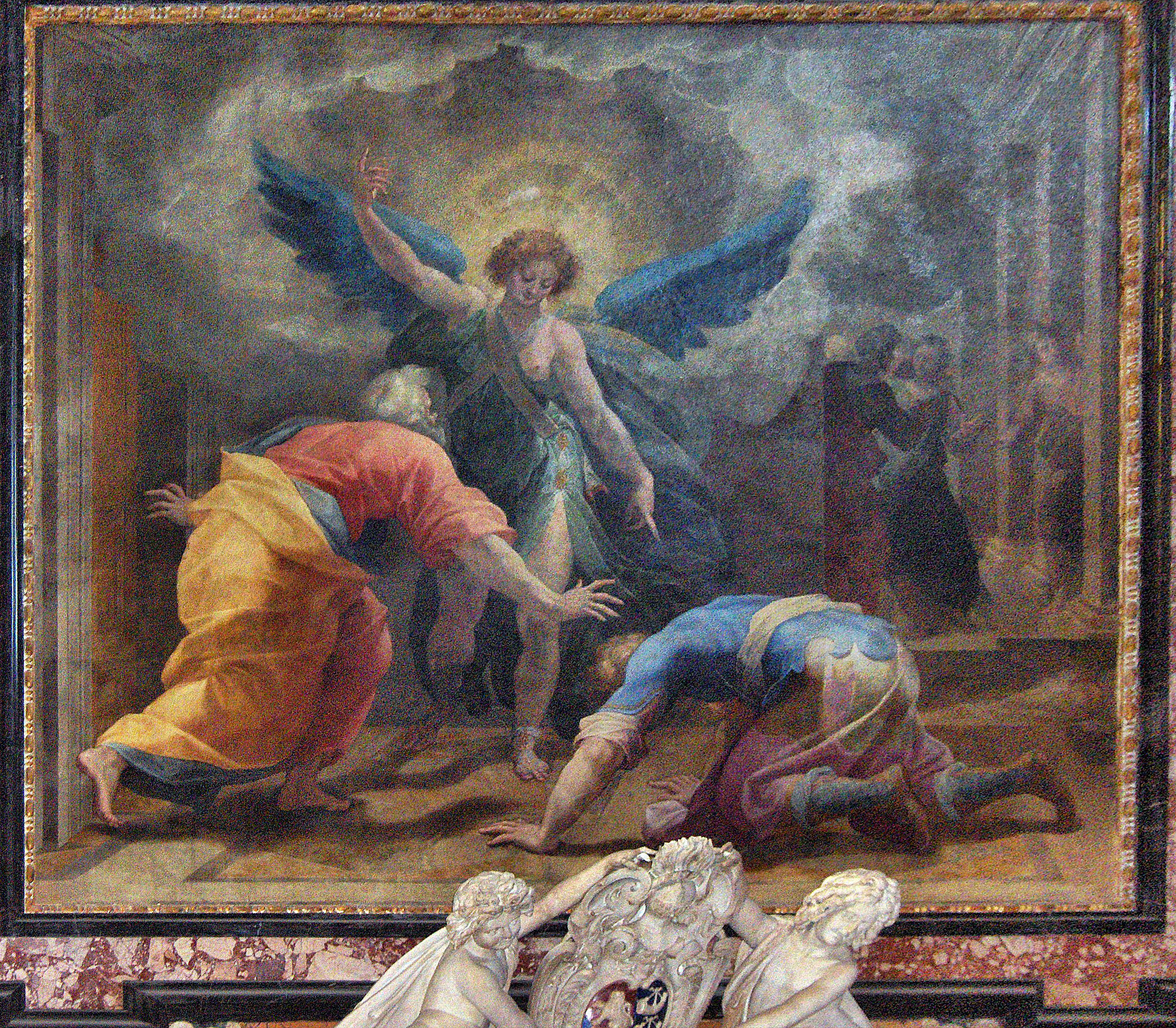
"Arcanjo Rafael e Tobias", em Sant'Andrea della Valle
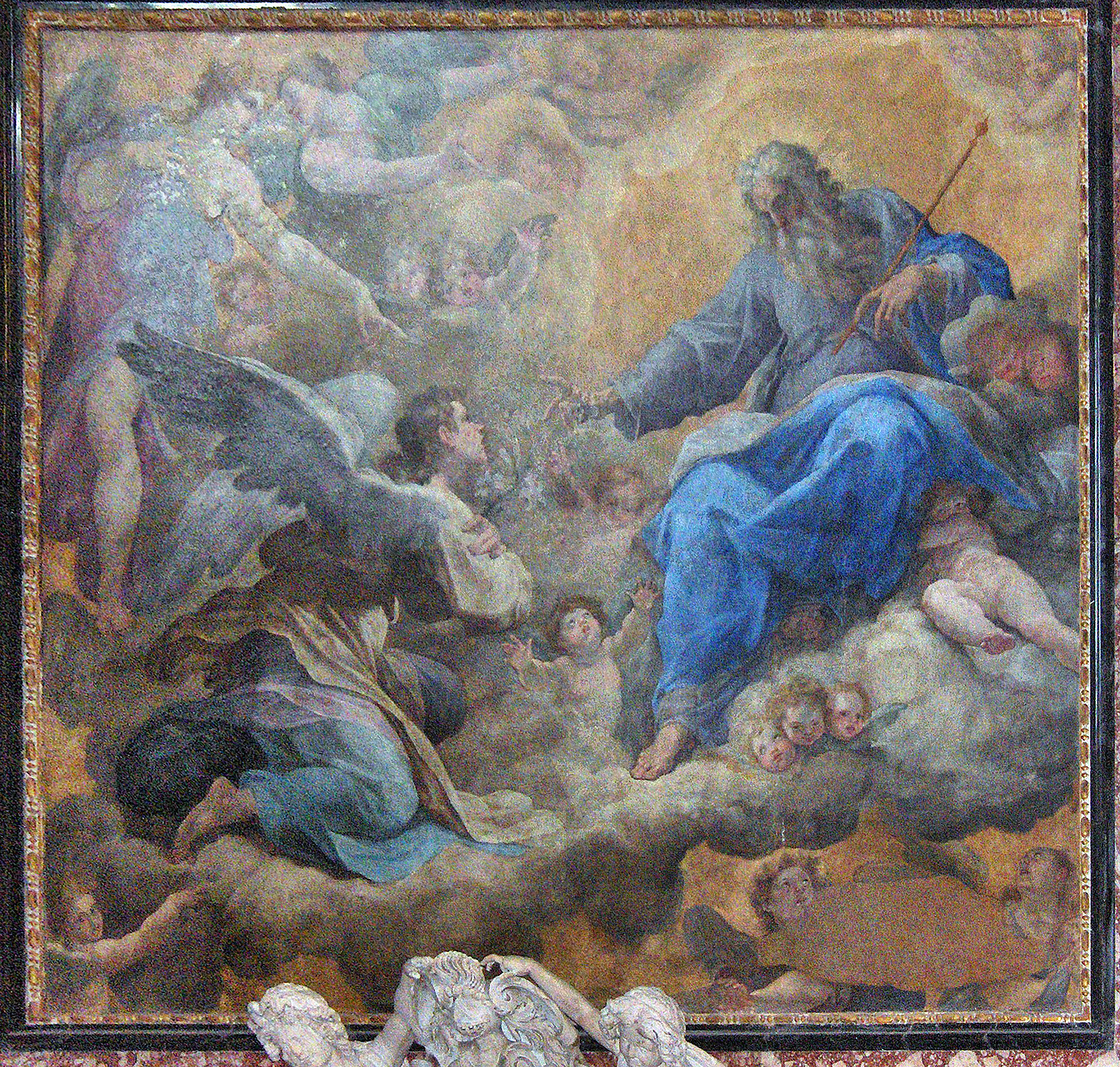
"Arcanjo Gabriel e Deus Pai", em Sant'Andrea della Valle
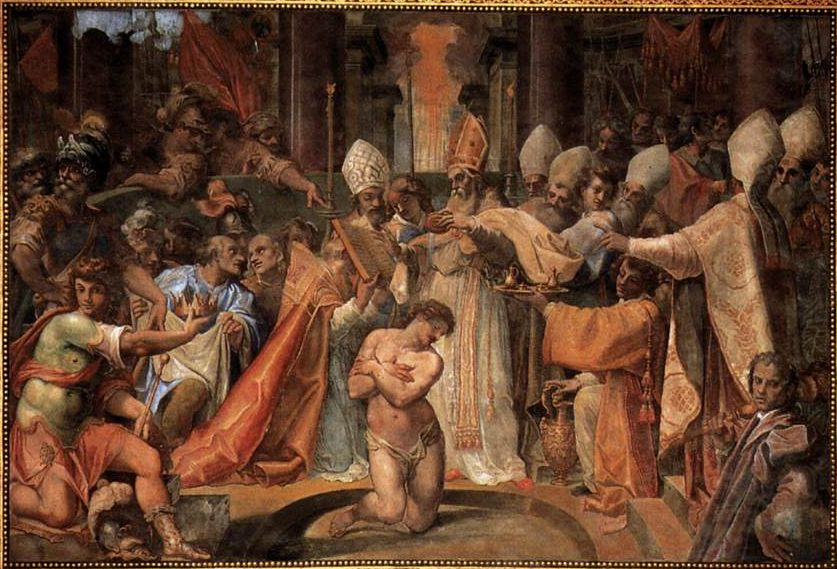
"Batismo de Constantino", em San Giovanni in Laterano
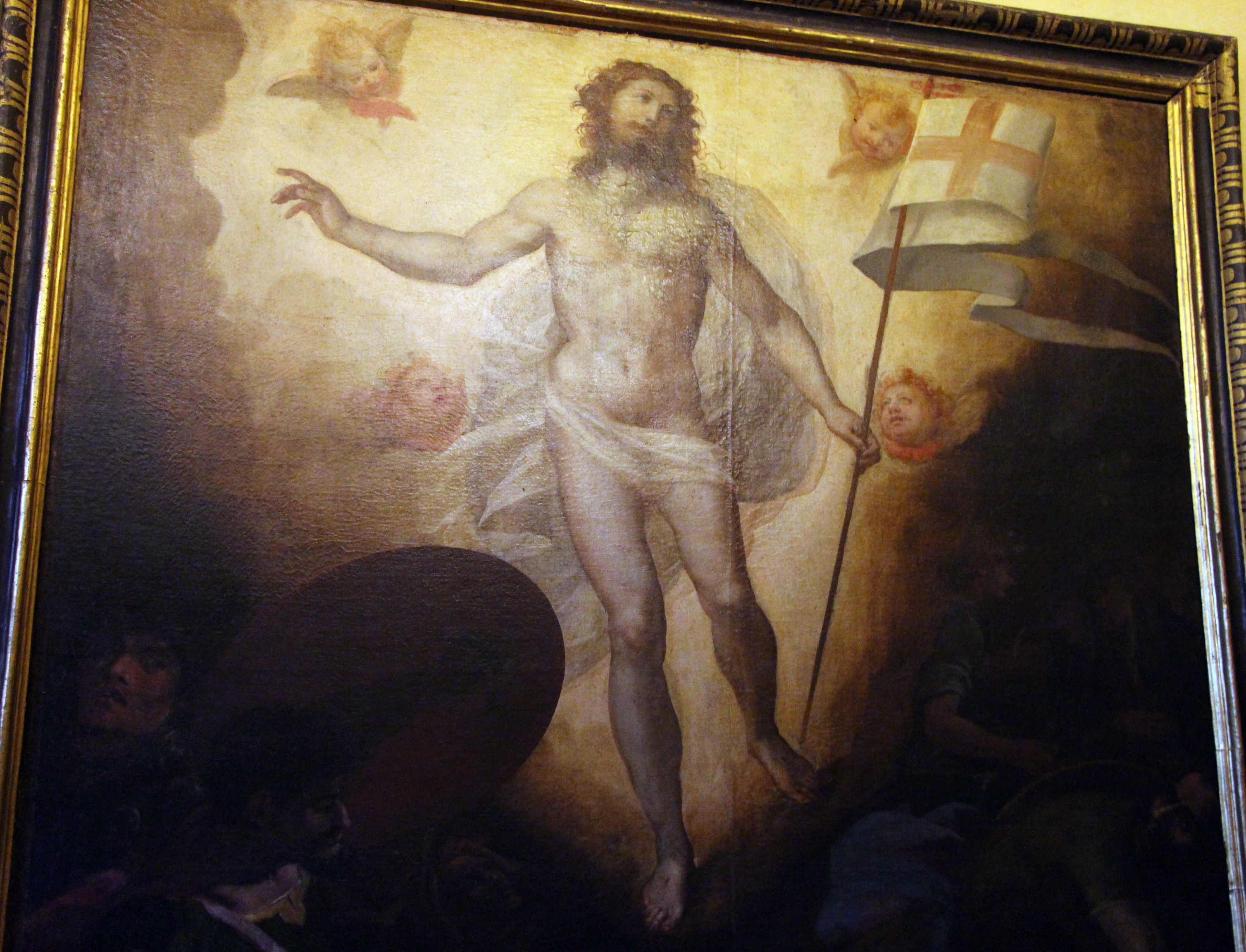
"Ressurreição, na Abadia do Monte Oliveto Maior
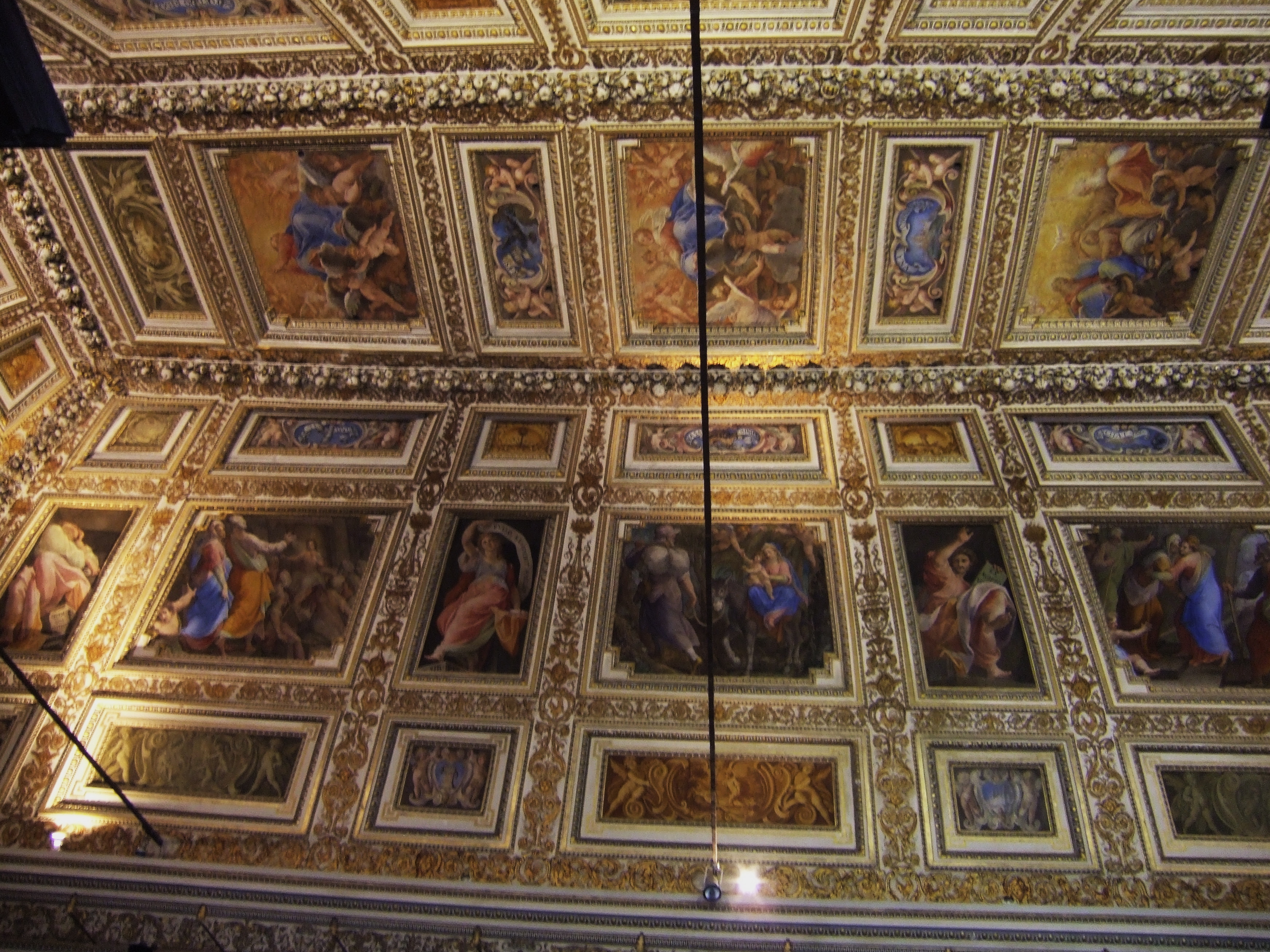
Teto da Basilica della Santa Casa, em Loreto